# Albino Núñez Domínguez

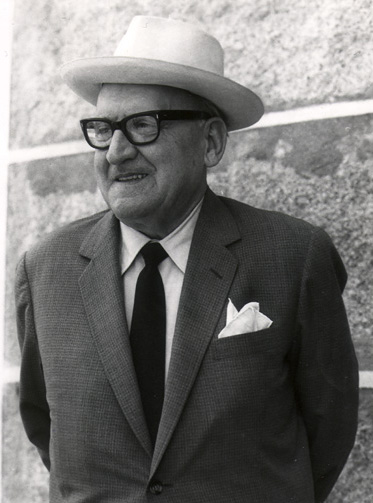
Imagen del escritor, pedagogo y poeta.

Albino Núñez Domínguez (San Pedro da Mezquita (La Merca, Orense) el 13 de diciembre de 1901-Orense el 7 de febrero de 1974) fue un escritor, pedagogo y poeta español, presidente de la Asociación de Trabajadores de la Enseñanza de Orense.

## Biografía
Estudia Magisterio en la Escuela Normal de Orense, siendo «discípulo predilecto de don Vicente Risco, don Felipe Pedreira, de don José Soler y de doña Araceli Ancochea» (A. Vilanova). Ejerció de maestro en las localidades de Amorociña y Maceda, iniciándose en el ambiente empobrecido de la aldea gallega su fervor por la pedagogía, que habría de ser la gran pasión de su vida.
En 1932, la A.T.E.O. (Asociación de Trabajadores de la Enseñanza de Orense), de la cual era su presidente, decide editar una revista pedagógica que se llamaría «Escuela del Trabajo» y que tuvo una feliz andadura durante dos años, con veintiséis números publicados. Se encarga su dirección a Albino Núñez Domínguez, «un maestro enamorado de su profesión y lleno de ideas renovadoras, teniendo de colaboradores a todo el Consejo de Dirección de aquel periódico anterior, La República, y a gran cantidad de maestros republicanos dispersos por la provincia orensana».
La revista introdujo los métodos de la Escuela Nueva y fue el primer medio de difusión que hizo llegar a las escuelas de la provincia orensana las nuevas técnicas pedagógicas (Montessori, Kerschensteiner, Decroly, Dewey, Cousinet, etc.).
Al aprobar la oposición al Cuerpo de Directores Escolares, Núñez Domínguez es trasladado al Grupo Escolar «Concepción Arenal» de La Coruña, donde seguiría desarrollando las nuevas técnicas escolares, estableciendo «nuevos fines» de la educación y orientando hacia esos fines la obra social de la escuela «por medios psicobiológicos de adaptación del comportamiento». Pero la guerra civil española truncó sus aspiraciones humanistas cuando era director del Centro antes mencionado. A partir de 1936 se dedica a la enseñanza privada, primero en Lugo, y más tarde en Orense, donde funda, en [1949, el centro de enseñanza «Estudios Galicia». El gran interés de este centro radicaba, sobre todo, en la especial atención dedicada a la formación de maestros que luego llevarían a sus aulas las nuevas técnicas de enseñanza. conectando así con su primera etapa de director de «Escuela del Trabajo» como divulgador de los métodos de avanzada pedagogía en la provincia de Orense.
En agosto de 1959 fue rehabilitado, primero como maestro y luego como director escolar, ocupando su último destino en La Estrada (Pontevedra). Falleció en Orense en febrero de 1974. El Centro de E.G.B. de Casardomato lleva su nombre a propuesta de la Corporación municipal (1980).

## Obra
Aunque gran parte de la obra de Albino Núñez Domínguez permanece inédita, se pueden citar interesantes trabajos de su autoría: 
- Parnaso Galaico (1956)
- Musa Galega (1957)
- A nosa fala (1958)
- Maruxa ou a femineidade (1958)
- Grandezas e miserias da nosa terra (1959)
- Nin lendas negras nin historias brancas (1962)
- Toponimia galaica (1965)
- Romance de Castrelo de Miño

Asimismo, es autor del libro Temas de pedagogía (Orense, 1963), donde está recogido su ideario educativo, basado en sus experiencias personales y en profundas lecturas de los pedagogos de su tiempo. Libro curioso en su origen (nació como resultado de sus lecciones orales dictadas a los alumnos, que actuaron a modo de amanuenses recogiendo con fidelidad sus palabras y haciendo posible su edición), en él aborda, en su casi totalidad, la problemática educativa, caracterizándose por su gran capacidad de síntesis y por su claridad de exposición. Defiende la escuela activa y funcional, el respeto a la libertad del educando y propugna el método heurístico-socrático como el más idóneo para llegar al conocimiento de la ciencia, método cuya mecanización actual sigue constituyendo la base de la enseñanza programada.
Aparte de su labor educativa, Núñez Domínguez realizó estudios geográficos, de toponimia y literarios, colaboró asiduamente en la prensa -La Región, La Voz de Galicia, Faro de Vigo, La Noche, Lar, Vieiros, Diario ABC, El Pueblo Gallego, Irmandade (Caracas)....- y tradujo al gallego poemas de Antonio Machado.